# Yesterday's Heroes
Yesterday's Heroes è un film del 1940 diretto da Herbert I. Leeds.
È un film drammatico statunitense a sfondo sportivo con Jean Rogers, Robert Sterling e Ted North. È basato sul racconto Yesterday's Heroes di William Brent serializzato sul The Saturday Evening Post nel 1939.

## Produzione
Il film, diretto da Herbert I. Leeds su una sceneggiatura di Irving Cummings Jr. e William H. Conselman Jr. e un soggetto di William Brent (autore del racconto), fu prodotto da Sol M. Wurtzel per la Twentieth Century Fox Film Corporation e girato dal 5 luglio 1940.

## Distribuzione
Il film fu distribuito negli Stati Uniti dal 20 settembre 1940 al cinema dalla Twentieth Century Fox Film Corporation.